# Državna cesta D304
D304 je bila državna cesta u Hrvatskoj. Ukupna duljina iznosila je 7,1 km.